# Devi Priya
Shaik Khaja Hassan (15 d'agost de 1951 - 21 de novembre de 2020), conegut popularment pel seu pseudònim Devi Priya o Devipriya, va ser un poeta i periodista d'Índia de llengua telugu conegut per la seva sàtira política. Va rebre el Premi Sahitya Akademi de 2017 per la seva obra Gaali Rangu (Color del vent). Algunes de les seves obres famoses van ser Adhyakshaa Mannichandi (Perdoni'm, President), Gareebi Geetaalu (Cançons de la pobresa), i Amma Chettu Chepa Chiluka (Mare, Arbre, Peix i Lloro).

## Vida personal
Priya va néixer com Shaik Khaja Hassan a Tadikonda, districte de Guntur, en l'estat meridional d'Andhra Pradesh, a l'Índia, el 15 d'agost de 1951. Va estudiar telugu i literatura anglesa en el Col·legi Cristià d'Andhra a Guntur.
Priya estava casat i tenia un fill i una filla. Va morir el 21 de novembre de 2020 en l'Institut de Ciències Mèdiques de Nizam en Hyderabad després d'una breu malaltia. Tenia 69 anys. Sofria de diabetis i li van amputar una cama a principis de mes després d'una infecció de gangrena.

## Carrera
Com a periodista, Priya era conegut per la seva sàtira política, incloent un article sobre esdeveniments polítics actuals titulat «Running Commentary» en el periòdic telugu, Udayam. Més tard va passar a proporcionar el mateix tipus de comentaris en els canals de notícies locals en llengua telugu. També era conegut per les seves caricatures satíriques. Una col·lecció dels seus editorials va ser publicada com Adhyakshaa Mannichandi (Perdoni'm, President). Per The Hindu, el llibre és considerat un dels més populars per als periodistes, escriptors i polítics de llengua vernacla. Al llarg de la seva carrera ha treballat com a periodista amb els periòdics telugus com Udayam, Andhra Prabha i Hyderabad Mirror, i amb el periòdic anglès The Hans India. En una declaració del govern d'Andhra Pradesh sobre la seva mort se'l va assenyalar com un dels primers i millors comentaristes polítics de l'estat.
Com a poeta, se li notava que portava amb si un fi equilibri entre els versos "directes i ornamentals" de la seva poesia. Es va basar en la mitologia índia, incloent l'èpica, per a la seva poesia.

### Algunes obres
Algunes de les seves obres famoses inclouen Gareebi Geetaalu (Cançons de la pobresa), i Amma Chettu Chepa Chiluka (Mare, arbre, peix i lloro). També va ser lletrista de pel·lícules telugu, inclosa la cançó «Jambal Bhari Bhari» per a Maa Bhoomi (Nostra terra) i altres pel·lícules com Raguluthunna Bharatham (La furiosa Índia) i Pallaki (Palanquí). La seva versatilitat en els temes de les seves obres li va fer ser comparat amb l'escriptor i poeta clàssic telugu Sri Sri.
També havia produït un documental en anglès de llarga durada, Music of a Battle, basat en la vida del baladista i activista Gaddar.

### Premis
Va ser guardonat amb el Premi Sahitya Akademi en 2017 per la seva col·lecció de poemes Gaali Rangu (Color del vent). També va rebre un premi de l'UNICEF pel seu guió de documental per a salvar a la nena.